# Microdrosophila virajpetiensis
Microdrosophila virajpetiensis är en tvåvingeart som beskrevs av Sundaran och Gupta 1990. Microdrosophila virajpetiensis ingår i släktet Microdrosophila och familjen daggflugor. Inga underarter finns listade i Catalogue of Life.